# 조선민주주의인민공화국 축구 리그
조선민주주의인민공화국 축구 리그(DPR Korea Football League)는 조선민주주의인민공화국 축구협회가 주관하는 축구 리그이다.

## 역사
1960년 기술혁신경기대회(技術革新競技大會)로 조선민주주의인민공화국에서 축구 대회와 리그전이 시작된 것으로 알려져 있다.

## 구조
3개의 디비전이 존재하며 승강제를 실시하고 있었다는 1990년도와 1991년의 국내 신문 기사가 존재한다.
1996년도의 AFC의 보도 자료를 인용한 국내 신문 기사에 따르면 남녀부 각각 8개팀으로 1부리그를 운영하고 있다는 기사가 존재한다.
그러나 당시부터 현재까지 리그 시스템이 정확히 어떻게 변천되어 왔으며, 현재 리그 시스템이 정확하게 어떻게 운영되는지 상세 정보를 파악하기는 어렵다.
북한 소식통은 "2010년 최상급축구련맹전(最上級蹴球聯盟戰) 1차 대회는 2월 20일부터 3월 22일까지 개최되었고 지난해 경기성적들을 종합한데 기초하여 국내에서 최상급으로 선정된 남자 9개팀, 여자 8개 축구팀이 참가하였으며","2010년 최상급축구련맹전 5차 대회는 남자 10개팀, 여자 8개팀이 참가하였다."고 보도하고 있다.덧붙여 "2015년 국내축구련맹전에서는 리명수체육단이 국내축구련맹전의 첫 대회로 운영된 만경대상체육경기대회 1급 남자축구경기에서 5번째로 되는 우승을 거두었다." 고 보도하고 있다.
결국 위 기사들의 보도 내용을 토대로 리그 시스템을 추리해보면 최상급축구련맹전은 전세계 축구계에서 보편적으로 운영하는 팀수가 고정된 독립된 리그전이 아니고, 만경대상 체육경기대회 축구 종목, 백두산상 체육경기대회 축구 종목, 보천보홰불상 체육경기대회 축구 종목, 오산덕상 체육경기대회 축구 종목, 공화국선수권대회 축구 종목 등 여러 국내 축구 대회들을 각각 1차 대회, 2차 대회 등으로 활용하여 6차 대회까지 연결시켜 조합시키고 이것을 통틀어 "최상급축구련맹전"이라고 칭하는 새로운 리그전 개념이 들어간 대회를 만든 것으로 추정된다.
2016년 10월, 국내 언론들이 AFC의 보도 자료를 인용하여 "북한이 2017년 3개의 디비전으로 나뉘는 새 리그를 만들 계획을 하고 있다"라는 내용을 담은 기사를 보도했다.
실제로, 2017년에 전세계 축구계에서 보편적으로 운용되는 홈 앤드 어웨이 시스템을 동반한 리그전 형태의 축구 리그가 시작되었으며 리그 명칭은 조선민주주의인민공화국 1부류축구련맹전으로 그리고 연말에 개막하여 다음해 10월 정도에 종료가 되는 추춘제로 진행되며 형식상은 홈 앤드 어웨이를 지향하지만 실질적으로는 거의 모든 경기가 평양 내 경기장에서 치러지는 것으로 알려져 있다.
기사들을 종합해 북한의 축구 리그 구조를 추정해 보면 다음과 같다.
- 리그 대회
  - 1부리그 - 조선민주주의인민공화국 1부류축구련맹전[10]
  - 2부리그 - 조선민주주의인민공화국 2부류축구련맹전[10]
  - 3부리그 - 조선민주주의인민공화국 3부류축구련맹전[10]

- 녹아웃 토너먼트 대회
  - 홰불컵
  - 공화국선수권대회 - 축구대회 (과거에는 리그전 대회으로 운영되었다고 알려져 있음)
  - 만경대상 체육경기대회 - 축구대회
  - 백두산상 체육경기대회 - 축구대회
  - 보천보홰불상 체육경기대회 - 축구대회
  - 오산덕상 체육경기대회 - 축구대회

- 여자 리그 대회
  - 1부리그 - 조선민주주의인민공화국 녀자 1부류축구련맹전[10]
  - 2부리그 - 조선민주주의인민공화국 녀자 2부류축구련맹전[10]
  - 3부리그 - 조선민주주의인민공화국 녀자 3부류축구련맹전[10]

## 우승 기록

### 1부리그 우승 기록[11]

#### 기술혁신경기대회
- 1960년부터 1984년까지 우승 기록은 알려져 있지 않음
- 1985년: 4·25체육단
- 1986년: 4·25체육단
- 1987년: 4·25체육단
- 1988년: 4·25체육단
- 1989년: 찬동자체육단
- 1990년: 4·25체육단
- 1991년: 평양시체육단
- 1992년: 4·25체육단
- 1993년: 4·25체육단
- 1994년: 4·25체육단
- 1995년: 4·25체육단
- 1996년: 기관차체육단
- 1997년: 기관차체육단
- 1998년: 기관차체육단
- 1999년: 기관차체육단
- 2000년: 기관차체육단
- 2001년: 압록강체육단
- 2002년: 4·25체육단
- 2003년: 4·25체육단
- 2004년: 평양시체육단
- 2005년: 평양시체육단
- 2006년: 압록강체육단
- 2007년: 평양시체육단
- 2008년: 압록강체육단
- 2009년: 평양시체육단

#### 최상급축구련맹전
- 2010년: 4.25체육단
- 2011년: 4.25체육단
- 2012년: 4.25체육단
- 2013년: 4.25체육단
- 2014년: 홰불체육단
- 2015년: 4.25체육단
- 2016년: 기관차체육단
- 2017년: 4.25체육단

#### 1부류축구련맹전
- 2017–18시즌: 4.25체육단
- 2018–19시즌: 4.25체육단